# Râul Șoșa
Râul Șoșa (sau Râul Valea Șoșii) este un râu în România, afluent al râului Cernu. 